# Birgit Minichmayr

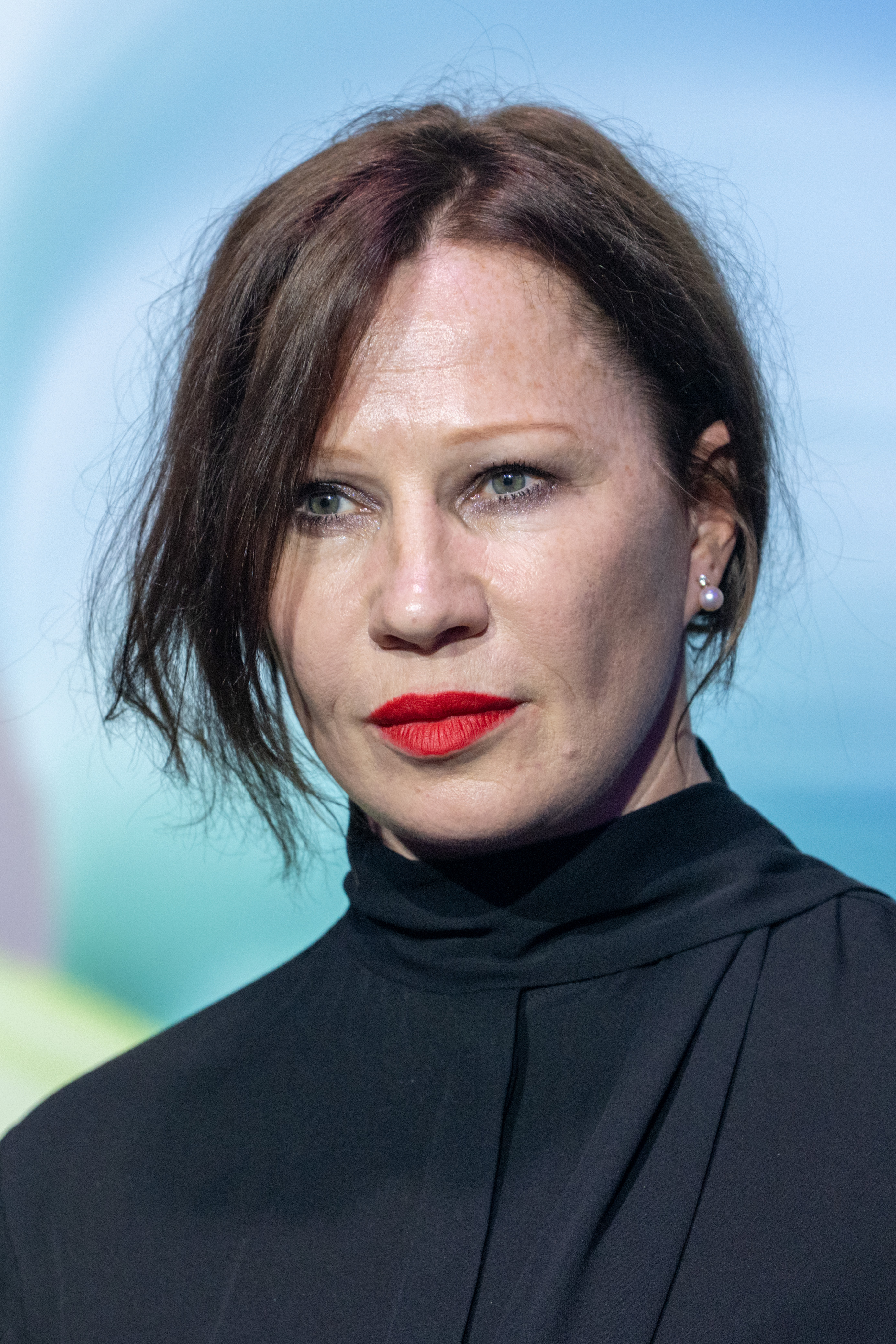
Birgit Minichmayr beim Österreichischen Filmpreis 2025

Birgit Minichmayr (* 3. April 1977 in Linz) ist eine österreichische Schauspielerin und Musikerin. Seit 2000 wirkte sie in über 40 Film- und Fernsehproduktionen mit. Ihren Durchbruch als Filmschauspielerin hatte sie 2009 neben Lars Eidinger in Maren Ades Beziehungsdrama Alle anderen. Neben diversen Filmengagements ist sie derzeit Mitglied des Ensembles des Wiener Burgtheaters.

## Privatleben
Minichmayr wuchs in Pasching bei Linz (Oberösterreich) mit zwei Brüdern auf einem Bauernhof auf. Ihr Vater hatte den Betrieb von den Großeltern übernommen und führte ihn bis zur Verpachtung im Jahr 1995 als Nebenerwerbsbetrieb. Er war seither primär im Versicherungsgeschäft tätig, während Minichmayrs Mutter als Homöopathin praktizierte.
Birgit Minichmayr lebt in Wien. Sie ist mit einem Südtiroler Unternehmer verheiratet und wurde im Jänner 2018 Mutter von Zwillingsmädchen.

## Karriere

### Frühe Jahre und Theater
Ursprüngliche Pläne, Operngesang zu studieren, gab Minichmayr aufgrund stimmlicher Probleme auf. Die Beschäftigung mit Gustaf Gründgens’ Darstellung von Goethes Faust im Deutschunterricht ließen in ihr den Plan reifen, Schauspielerin zu werden.
Nach ihrer Matura wurde sie in Wien am Max-Reinhardt-Seminar zur Schauspielerin ausgebildet, unter anderem von Inge Konradi, Artak Grigorjan und Klaus Maria Brandauer, mit dem sie immer wieder zusammenarbeitet. Die Ausbildung im Seminar brach sie mit dem dritten Studienjahr ab, als sie an das Burgtheater in Wien engagiert wurde. Dort debütierte sie 1999 als Dirne in Schnitzlers Drama Der Reigen. 2004 spielte Minichmayr als Gast bei den Ruhrfestspielen in Recklinghausen die Hauptrolle in Frank Castorfs Inszenierung Gier nach Gold, die in einer Koproduktion mit der Volksbühne am Rosa-Luxemburg-Platz in Berlin entstand. Nach dieser Zusammenarbeit mit Castorf entschloss sie sich, nach Berlin an die Volksbühne zu gehen. Ab 2004 war sie dort Ensemblemitglied, bis sie 2007 ans Burgtheater zurückkehrte, wo ihre erste Rolle der Narr in König Lear war. 2008 verkörperte sie an der Burg u. a. den Weibsteufel und Lady Macbeth. Von 2010 bis 2012 spielte sie bei den Salzburger Festspielen die Rolle der Buhlschaft an der Seite von Nicholas Ofczarek als Jedermann. Von Oktober 2011 bis 2016 war sie Ensemblemitglied des Residenztheaters in München, das Martin Kušej als Intendant leitete. Anschließend arbeitete sie freischaffend an den wichtigsten Theatern im deutschen Sprachraum. Mit der Übernahme der Intendanz durch Martin Kušej zur Spielzeit 2019/20 kehrte sie als festes Ensemblemitglied an das Wiener Burgtheater zurück.

### Film und Fernsehen

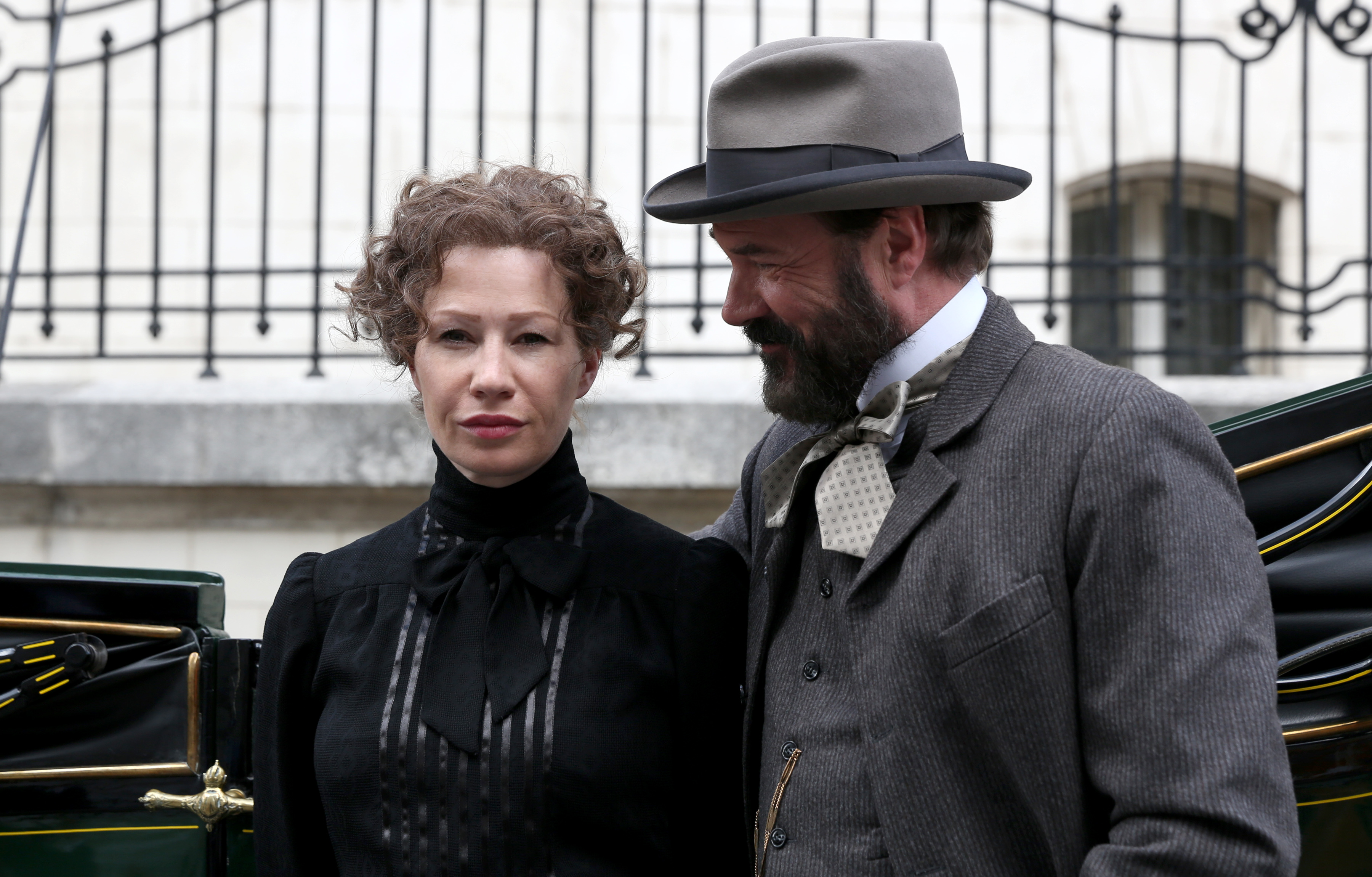
Birgit Minichmayr bei Dreharbeiten zu Eine Liebe für den Frieden – Bertha von Suttner und Alfred Nobel mit Sebastian Koch 2014 in Wien

Birgit Minichmayr gab 2000 ihr Filmdebüt als Schauspielerin Barbara Brecht-Schall unter der Regie von Jan Schütte in dem biografischen Spielfilm Abschied. Brechts letzter Sommer. Im Juli 2001 war sie an der Seite von Harald Krassnitzer als Moritz Eisner im österreichischen Tatort Böses Blut in der Rolle der Barbara Mühlbacher in einer Episodenhauptrolle zu sehen. Bei der Berlinale 2001 wurde Minichmayr als einer der „Shooting Stars“ des europäischen Films präsentiert. In Hendrik Handloegtens Literaturverfilmung liegen lernen übernahm sie 2003 die Rolle der Tina. 2005 spielte sie in Tom Tykwers Film Das Parfum – Die Geschichte eines Mörders, der Verfilmung des gleichnamigen Romans von Patrick Süskind, die Mutter der Hauptfigur. 2008 übernahm sie an der Seite von Hannelore Elsner die Rolle ihrer Filmtochter Karolin Angermeier in Doris Dörries Filmdrama Kirschblüten – Hanami. 2009 gelang ihr der Durchbruch als Filmschauspielerin. Gemeinsam mit Lars Eidinger war sie in Maren Ades Film Alle anderen als ungleiches Liebespaar zu sehen, Minichmayr erhielt dafür den Darstellerpreis der 59. Berlinale. Im gleichen Jahr spielte sie die Figur der Frieda in dem vielfach preisgekrönten Drama Das weiße Band – Eine deutsche Kindergeschichte von Michael Haneke.
Bei der Berlinale 2012 war sie Jurymitglied des Amnesty-International-Filmpreises und war neben Jürgen Vogel in der Hauptrolle von Matthias Glasners Wettbewerbsfilm Gnade zu sehen.
In Das Labyrinth, dem vorletzten Film der Fernsehreihe Bloch, übernahm Minichmayr 2013 die Rolle der Andrea Bickert, die dem Psychotherapeuten Dr. Maximilian Bloch (Dieter Pfaff) eine Vergewaltigung unterstellt. 2014 verkörperte sie in Urs Eggers Eine Liebe für den Frieden – Bertha von Suttner und Alfred Nobel die österreichische Pazifistin, Friedensforscherin und Schriftstellerin Bertha von Suttner.
Seit 2015 gehört Minichmayr neben Ronald Zehrfeld als Hackerin Olga Illiescu zum Hauptcast der ZDF-Krimireihe Dengler. Ebenfalls 2015 wurde sie vom Zurich Film Festival in die Jury für die Wettbewerbskategorie Fokus Schweiz, Deutschland, Österreich berufen. Beim Locarno Festival 2017 war sie Mitglied der von Olivier Assayas geleiteten Jury für die Vergabe des Goldenen Leoparden. Am 7. März 2019 startete Kirschblüten & Dämonen, die Fortsetzung des Filmdramas Kirschblüten – Hanami aus dem Jahre 2008, in welchem sie erneut die Rolle der Karolin Angermeier spielte.
2021 wurde Minichmayr mit dem Hannelore-Elsner-Preis des Fünf Seen Filmfestivals ausgezeichnet. Darüber hinaus erhielt sie für die Nebenrolle als Anna Bartok in dem Spielfilm Schachnovelle, der auf der gleichnamigen Novelle des österreichischen Schriftstellers Stefan Zweig basiert, eine Nominierung für den Deutschen Filmpreis 2021 zuerkannt.

### Musik
Minichmayr nahm 2008 mit Campino ein Duett auf. Der Titel Auflösen erschien im November 2008 auf dem Album In aller Stille der Toten Hosen. Unter der Regie von Wim Wenders entstand 2009 ein gemeinsames Musikvideo zum Song. Zusammen mit Campino schrieb sie den Text des Liedes Tage wie diese, das die erste Singleauskoppelung aus dem Album Ballast der Republik war. 2021 legte sie mit As an Unperfect Actor ein Album mit Vertonungen von Shakespeare-Sonetten vor, die gemeinsam mit den Musikern von Quadro Nuevo und Bernd Lhotzky entstanden und von BR-Klassik als Jazzalbum des Monats ausgezeichnet wurde; das Album wurde auch in der Rubrik „Grenzgänger“ in die Vierteljahresliste des Preis der deutschen Schallplattenkritik aufgenommen. Es platzierte sie auf Platz 50 der österreichischen Albumcharts.

## Filmografie

### Kinofilme
- 2000: Abschied. Brechts letzter Sommer
- 2001: Taking Sides – Der Fall Furtwängler
- 2003: liegen lernen
- 2004: Hotel
- 2004: Der Untergang
- 2005: Spiele Leben
- 2006: Fallen
- 2006: Das Parfum – Die Geschichte eines Mörders
- 2007: Midsummer Madness
- 2007: Krankheit der Jugend
- 2008: Kirschblüten – Hanami
- 2009: Der Knochenmann
- 2009: Alle anderen
- 2009: Das weiße Band – Eine deutsche Kindergeschichte
- 2012: Gnade
- 2012: Der Fall Wilhelm Reich
- 2014: Lieber Hans, bester Pjotr (Милый Ханс, дорогой Пётр)
- 2015: Jack
- 2017: Tiere
- 2017: Nur Gott kann mich richten
- 2018: 3 Tage in Quiberon
- 2019: Die Goldfische
- 2019: Kirschblüten & Dämonen
- 2020: Wanda, mein Wunder
- 2021: Schachnovelle
- 2022: Töchter
- 2024: Mit einem Tiger schlafen
- 2024: Andrea lässt sich scheiden

### Fernsehfilme
- 2001: Spiel im Morgengrauen
- 2001: Der Zerrissene
- 2003: Polterabend
- 2005: Daniel Käfer – Die Villen der Frau Hürsch
- 2006: Kronprinz Rudolfs letzte Liebe
- 2008: Daniel Käfer – Die Schattenuhr
- 2012: Die Verführerin Adele Spitzeder
- 2013: Die Auslöschung
- 2013: Unter Feinden
- 2014: Eine Liebe für den Frieden – Bertha von Suttner und Alfred Nobel

### Fernsehserien und -reihen
- 2001: Tatort: Böses Blut
- 2008: Polizeiruf 110: Kellers Kind
- 2013: Bloch: Das Labyrinth
- seit 2015: Dengler
  - 2015: Die letzte Flucht
  - 2016: Am zwölften Tag
  - 2017: Die schützende Hand
  - 2018: Fremde Wasser
  - 2019: Brennende Kälte
  - 2021: Kreuzberg Blues
- 2019: Die Neue Zeit (4 Folgen)
- 2022: Das Netz

## Theater
Burgtheater, Wien
- Reigen von Arthur Schnitzler, 1999, Dirne, Regie: Sven-Eric Bechtolf
- Das Spiel ums Baby von Edward Albee, 1999, Regie: Holger Berg
- Pompes Funèbres, Liederabend, 2000, Regie: Franz Wittenbrink
- Der Färber und sein Zwillingsbruder von Johann Nestroy, 2000, Rosa Blau , Regie: Karlheinz Hackl
- Troilus und Cressida, 2000, Cressida, Regie: Declan Donellan
- Der Leutnant von Inishmore von Martin McDonough, 2001, Regie: Dimiter Gotscheff
- Der Zerrissene, 2001, Regie: Georg Schmiedleitner
- Frühlings Erwachen, 2001, Wendla, Regie: Christina Paulhofer, mit David Rott, Daniel Jesch, Elisabeth Augustin
- Das weite Land, Koproduktion mit den Salzburger Festspielen 2002, Regie: Andrea Breth
- Anatol, 2002, Regie: Luc Bondy, mit Michael Maertens, Angela Winkler
- Hamlet 2002, Ophelia, Regie: Klaus Maria Brandauer, mit Michael Maertens, Robert Meyer, Walter Schmidinger, Maria Happel
- Ödipus auf Kolonos von Sophokles, in einer Textübertragung von Peter Handke, Regie: Klaus Michael Grüber 2003, Antigone, mit Bruno Ganz, Otto Sander
- Das goldene Vlies von Franz Grillparzer, 2004, Medea, Regie Stephan Kimmig, mit Michael Maertens, Sabine Haupt
- König Lear von William Shakespeare, 2007, Narr, Regie Luc Bondy[18]
- Der Weibsteufel von Karl Schönherr, 2008, Die Frau, Regie: Martin Kušej
- Macbeth von William Shakespeare, 2008, Lady Macbeth, Regie: Stephan Kimmig
- Struwwelpeter von Julian Crouch, Martyn Jacques, Phelim Mc Dermott nach Heinrich Hoffmann, 2009, Sängerin / Schauspielerin, Regie: Stefan Pucher
- Geschichten aus dem Wienerwald von Ödön von Horváth, 2010, Marianne, Regie: Stefan Bachmann
- Helena von Euripides, Peter Handke, 2010, Helena, Regie: Luc Bondy
- Cavalcade or Being a holy motor von René Pollesch, 2013, Silvia, Regie: René Pollesch
- John Gabriel Borkman von Henrik Ibsen, 2015, Gunhild Borkman, Regie: Simon Stone
- Carol Reed von René Pollesch, 2017, Regie: René Pollesch
- Deponie Highfield von René Pollesch, 2019, Regie: René Pollesch
- Das Interview von Theo van Gogh und Theodor Holman, 2020, Regie: Martin Kušej, mit Oliver Nägele
- Heldenplatz von Thomas Bernhard, 2024, Frau Professor, Regie: Frank Castorf

Volksbühne, Berlin
- Gier nach Gold von Frank Norris, Koproduktion mit den Ruhrfestspielen Recklinghausen 2004, Regie: Frank Castorf, mit Bernhard Schütz
- Meine Schneekönigin von Hans Christian Andersen, Regie: Frank Castorf, Koproduktion mit dem Theatre MC93 Bobigny
- Iwanow von Anton Tschechow, 2005, Regie: Dimiter Gotscheff
- Schuld und Sühne von Fjodor Dostojewskij, 2005, Regie: Frank Castorf, Koproduktion mit den Wiener Festwochen und dem Théâtre national de Chaillot
- Strepitolino – I Giovanotti Disgraziati von René Pollesch, 2006, Regie: René Pollesch
- Glanz und Elend der Kurtisanen von René Pollesch nach Honoré de Balzac, 2013, Regie: René Pollesch
- Judith Tragödie von Friedrich Hebbel, 2016, Regie: Frank Castorf

Admiralspalast, Berlin
- Polly in Die Dreigroschenoper von Bertolt Brecht, 2006, Regie: Klaus Maria Brandauer

Deutsches Theater, Berlin
- Das Pulverfass von Dejan Dukowski, 2008, Regie: Dimiter Gotscheff, Koproduktion mit der Spielzeit Europa

Theater Neumarkt, Zürich
- Das Interview von Theo van Gogh und Theodor Holman, 2009, Regie: Martin Kušej, mit Sebastian Blomberg

Salzburger Festspiele
- Jedermann von Hugo von Hofmannsthal, 2010–2012, Regie: Christian Stückl, mit Nicholas Ofczarek
- Maria Stuart von Friedrich Schiller, 2021, Regie: Martin Kušej, Koproduktion mit dem Wiener Burgtheater

Residenztheater, München
- Kasimir und Karoline von Ödön von Horváth, 2011, Karoline, Regie: Frank Castorf
- Hedda Gabler von Henrik Ibsen, 2012, Hedda, Regie: Martin Kušej
- FaustIn and out von Elfriede Jelinek, 2014, FaustIn, Regie: Johan Simons

Deutsches Schauspielhaus, Hamburg
- Die Rasenden (Iphigenie in Aulis, Die Troerinnen, Die Orestie) nach Euripides, Jean-Paul Sartre, Aischylos und Hugo von Hofmannsthal, Spielfassung: Karin Beier und Rita Thiele, 2013, Elektra, Regie: Karin Beier

Ruhrtriennale, Duisburg
- Medea.Matrix von Susanne Kennedy und Markus Selg, 2016, Regie: Susanne Kennedy, Koproduktion mit den Wiener Festwochen

## Hörspiele und Feature
- 2005: Jane Bowles: Zwei sehr ernsthafte Damen – Bearbeitung/Regie: Heike Tauch (Hörspiel – DLR)
- 2008: Marie von Ebner-Eschenbach: Das Gemeindekind (Vinska) – Regie: Götz Fritsch (Hörspiel – ORF/MDR)
- 2009: Iris Nindl / Elisabeth Putz: Inferno Livestream – Regie: Elisabeth Putz (DKultur/ORF)
- 2013: E. M. Cioran: Vom Nachteil, geboren zu sein – Regie: Kai Grehn (Hörspiel – SWR)
- 2014: Marguerite Duras: La Musica (Anne-Marie Roche) – Regie: Kai Grehn (Hörspiel – SR/RBB)
- 2014: Walt Whitman: Kinder Adams. Children of Adam – Übersetzung und Regie: Kai Grehn (Klangkunst – RB/DKultur/SWR) Hörbuch Hamburg, ISBN 978-3-89903-914-6
- 2021: Kai Grehn: Mögen Sie Emily Dickinson? (Emily Dickinson) – Regie: Kai Grehn (Hörspiel – RB/DLF)

## Sonstiges
- 2006: Gretchen, mein Mädchen von Christine Nöstlinger. (Hörbuch)
- 2007: Kabale und Liebe von Friedrich Schiller (Hörspiel)
- 2007: Edition Woman Voices (Band 4). Birgit Minichmayr liest Therese von Arthur Schnitzler (Hörbuch)
- 2007: Brandauer liest Mozart. 365 Briefe (Hörbuch)
- 2008: Die Toten Hosen – In aller Stille (Lied 5). Auflösen, mit Campino
- 2008: Sopop von Wolfgang Mitterer (Musikalbum, Gesang)
- 2009: Weißer Oleander von Janet Fitch (Hörbuch)
- 2009: Töten ist menschlich. Prélude in d-Moll von Elodie Pascal (Hörspiel)
- 2010: Axolotl Roadkill. Von Helene Hegemann (Hörbuch)
- 2012: Mitwirkung als Molly Bloom in Ulysses nach James Joyce, Der Hörverlag, München 2012, ISBN 978-3-86717-846-4 (Hörbuch).
- 2013: Jage zwei Tiger. Von Helene Hegemann (Hörbuch)
- 2014: Wir waren furchtbar gute Schauspieler – Psychogramm einer Ehe, Lesung der Mitschrift des Therapiegespräches zwischen Zelda Fitzgerald, F. Scott Fitzgerald und Zeldas Psychiater Dr. Rennie vom 28. Mai 1933 (Hörbuch)
- 2015: Melanie Raabe: Die Falle – Gelesen von Birgit Minichmayr, Devid Striesow – Der Hörbuchverlag / Originalverlag: btb HC (Hörbuch)
- 2015: Glücklich die Glücklichen von Yasmina Reza (Hörbuch)
- 2017: Sprecherin im Film Untitled von Michael Glawogger und Monika Willi
- 2021: Album As an Unperfect Actor. Nine Shakespeare Sonnets (ACT), mit Bernd Lhotzky und Quadro Nuevo

## Auszeichnungen

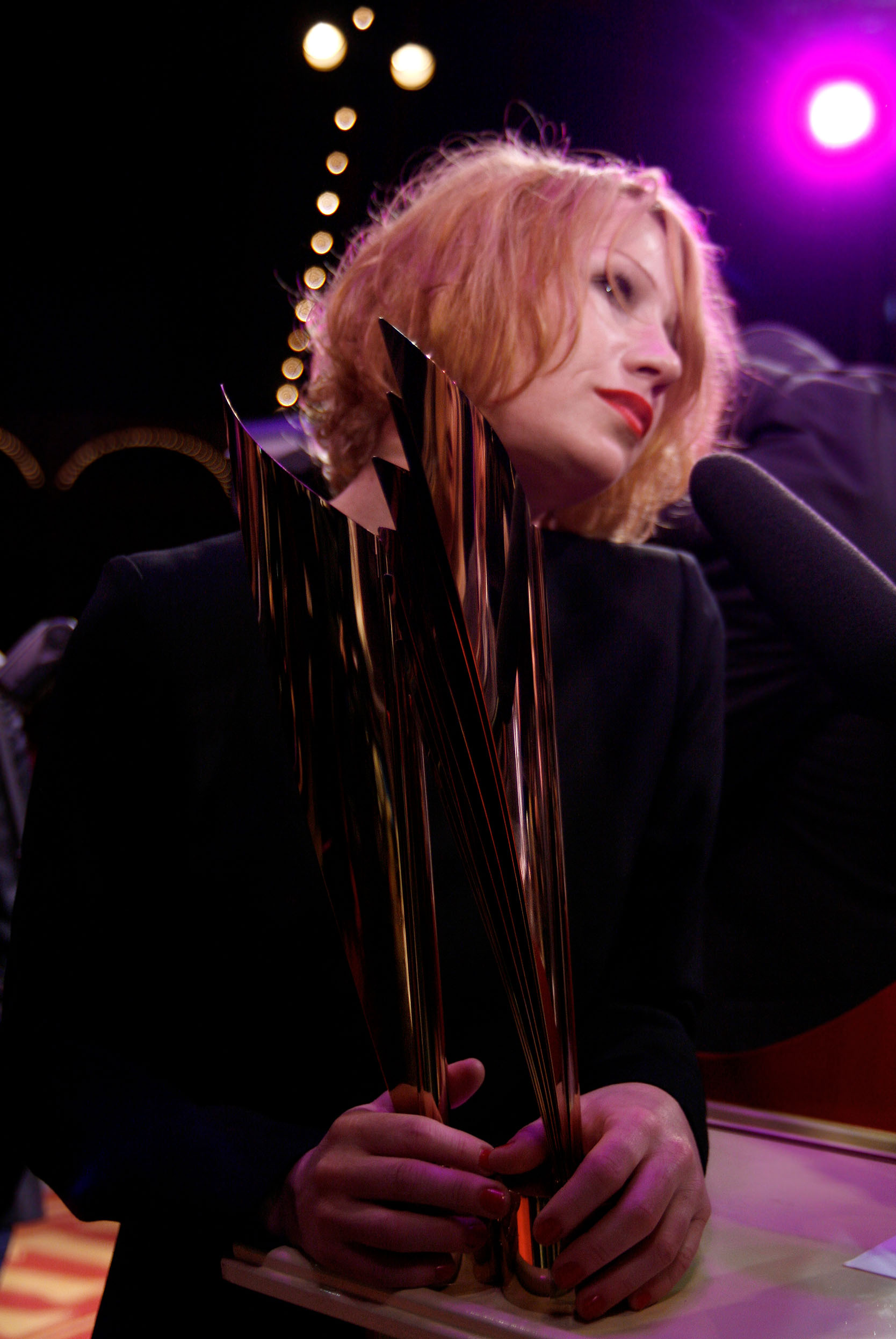
Birgit Minichmayr mit den beiden Auszeichnungen des Nestroy-Theaterpreises 2009

- 2000: Nestroy-Theaterpreis – Bester Nachwuchs für Der Färber und sein Zwillingsbruder am Burgtheater Wien
- 2001: 51. Internationale Filmfestspiele Berlin – Österreichischer Shooting Star des europäischen Films
- 2003: Ulrich-Wildgruber-Preis
- 2004: Nestroy-Theaterpreis – Beste Schauspielerin für die Rolle der Medea in Das goldene Vlies am Burgtheater Wien
- 2009: 59. Internationalen Filmfestspiele Berlin – Silberner Bär als Beste Darstellerin für Alle Anderen
- 2009: Diagonale-Schauspielpreis für Der Knochenmann
- 2009: Vom Magazin theater heute zur Schauspielerin des Jahres gekürt.
- 2009: Nestroy-Theaterpreis – Beste Schauspielerin für die Rolle des Weibs in Schönherrs Der Weibsteufel am Wiener Akademietheater sowie Publikumspreis
- 2009: Preis der deutschen Filmkritik (Beste Darstellerin in Alle Anderen)
- 2009: Kulturmedaille des Landes Oberösterreich
- 2009: 3sat-Preis
- 2010: Nominierung für den Deutschen Filmpreis in der Kategorie Beste darstellerische Leistung: weibliche Hauptrolle für Alle anderen
- 2012: Romy für die beliebteste Schauspielerin
- 2012: Pro meritis scientiae et litterarum
- 2013: Wiener Schauspielerring[20]
- 2013: Nominierung für den Deutschen Filmpreis in der Kategorie Beste darstellerische Leistung: weibliche Hauptrolle für Gnade
- 2013: Kurt-Meisel-Preis für herausragende schauspielerische Leistungen
- 2015: Österreicherin des Jahres in der Kategorie Erfolg international[21]
- 2018: Ehrenpreis des Filmfestivals Bozen für eine herausragende Filmkarriere[22]
- 2018: Deutscher Filmpreis in der Kategorie Beste weibliche Nebenrolle für 3 Tage in Quiberon
- 2019: Großer Diagonale-Schauspielpreis[23]
- 2021: Hannelore-Elsner-Preis des Fünf Seen Filmfestivals[13]
- 2022: Elisabeth-Orth-Preis für die beste schauspielerische Leistung auf einer der Bühnen des Burgtheaters[24]
- 2023: Deutscher Shakespeare-Preis[25]
- 2024: Diagonale-Schauspielpreis für Mit einem Tiger schlafen[26]
- 2024: Gertrud-Eysoldt-Ring für die Rolle in Heldenplatz[27]
- 2025: Österreichischer Filmpreis 2025 in der Kategorie Beste weibliche Darstellerin  für Mit einem Tiger schlafen[28]